# دانشگاه رافائل لندیوار
 دانشگاه رافائل لندیوار(Universidad Rafael Landívar) یک مؤسسه آموزش عالی خصوصی کاتولیک است که توسط انجمن مسیح در ویستا هرموسا III گواتمالا اداره می‌شود. در سال ۱۹۶۱ توسط یسوعی‌ها تأسیس شد. بسیاری از روسای جمهور اخیر گواتمالا از جمله رامیرو د لئون کارپیو، آلوارو آرزو و اسکار برگر در این دانشگاه تحصیل کرده‌اند.
دانشگاه رافائل لندیوار در ۲۲ ژانویه ۱۹۶۲ با ۱۳۸ دانشجو افتتاح شد.